# Afrodíti Stamboulí
Afrodíti Stamboulí (en grec moderne : Αφροδίτη Αποστόλου Σταμπουλή), née à Serrès en Grèce, est une femme politique grecque.

## Biographie
Aux élections législatives grecques de janvier 2015, elle est élue députée au Parlement grec sur la liste de la SYRIZA dans la circonscription de Serrès.